# Don Branson
Pour les articles homonymes, voir Branson.
Donald L. Branson est un pilote automobile américain d'IndyCar, né le 2 juin 1920 à Rantoul (Illinois) et décédé accidentellement le 12 novembre 1966 à Gardena (Californie). Il s'illustra tout d'abord dans les courses de Midget dès son retour de la Guerre du Pacifique en 1946, avant de participer régulièrement au championnat USAC dès 1956. Il a participé à huit reprises aux 500 miles d'Indianapolis de 1959 à 1966, terminant notamment quatrième de l'épreuve en 1960. Sa carrière prit tragiquement fin dans l'une des dernières courses d'Indycar de la saison 1966, sur le circuit d'Ascot Park, lors d'une collision qui fut également fatale à son compatriote Dick Atkins.